# Goran Vojnović
Goran Vojnović (Lubiana, 11 giugno 1980) è uno scrittore, regista e sceneggiatore sloveno.
Diplomato presso la Accademia per il teatro, radio, cinema e televisione di Lubiana.

## Opere
- Lep je ta svet, Lubiana, Gimnazija Bežigrad, 1999.
- Čefurji raus!, Lubiana, Študentska založba, 2008.
- Ko Jimmy Choo sreča Fidela Castra, Lubiana, Študentska založba, 2010.
- Mesarski most, Lubiana, Delo, 2011.
- Nekatere skrivnosti ne smejo ostati skrite!, Lubiana, Ministrstvo za notranje zadeve, 2011.
- Jugoslavija, moja dežela, Lubiana, Študentska založba, 2012.
- Dogodek v mestu, Novo Mesto, Goga, 2013.
- Figa, Lubiana, Beletrina, 2016.

## Traduzioni in italiano
- Cefuri raus! Feccia del Sud via da qui, Udine, Forum, 2015, ISBN 978-88-8420-902-3.
- Jugoslavia, terra mia, Udine, Forum, 2018, ISBN 978-88-328-3055-2.
- All'ombra del fico, Rovereto, Keller Editore, ISBN 979-12-5952-102-6.

## Lavori letterari
I suoi romanzi sono stati tradotti in croato, polacco, serbo, ceco, svedese, russo, italiano, bosniaco, inglese, tedesco, spagnolo, romeno, lituano,

## Riduzioni teatrali
I suoi romanzi Čefurji raus! e Jugoslavija, moja dežela sono stati drammatizzati per il teatro. Čefurji raus! per la regia di Mareta Bulca e interpretato da Aleksander Rajaković - Saleta dopo la prima al teatro Glej ha avuto più di 300 repliche. Il romanzo Jugoslavija, moja dežela è stato portato sulle scene dal regista Ivica Buljan per lo Slovensko narodno gledališče Drama. Il testo teatrale originale di Vojnović Tak si è stato portato al Sititeater dal regista Aleksandar Popovski.

## Sceneggiature, regie
Ha diretto quattro cortometraggi (Fužine zakon, Sezona 90/91, Moj sin, seksualni manijak, Kitajci prihajajo) e due lungometraggi (Piran Pirano in Čefurji raus!). Con Marko Šantić ha scritto la sceneggiatura per il cortometraggio di Šantić Sretan put Nedime. Ha scritto la sceneggiatura anche per il cortometraggio Luči mesta di Klemen Dvornik.

## Premi
- Premio letterario Kresnik: 2009 per il miglior romanzo sloveno dell'anno precedente con Čefurji raus!; 2013 per il romanzo Jugoslavija, moja dežela; 2017 per il romanzo Figa
- Premio Župančič nel 2019 per il romanzo Figa.
- Premio »Latisana per il Nord Est«: 2018 per il libro Jugoslavija moja dežela (in traduzione italiana Jugoslavia, terra mia).